# Спомен-плоча
Спомен-плоча је плоча или табла, најчешће од трајног материјала попут камена или метала, постављена на зграду, зид, споменик или друго истакнуто место како би се обележила значајна личност, догађај, историјска чињеница или место. Спомен-плоче служе као трајни подсетници и имају важну комеморативну, информативну и едукативну улогу у јавном простору.

## Дефиниција и карактеристике
Спомен-плоча је специфичан вид спомен-обележја чије су основне карактеристике:
- Облик: Најчешће је правоугаоног или квадратног облика, али може бити и округла, овална или другог облика. Обично је релативно танка у односу на своју површину.
- Материјал: Израђује се од трајних материјала као што су:
  - Камен: Мермер, гранит, пешчар, шккриљац.
  - Метал: Бронза, месинг, челик (посебно нерђајући челик), алуминијум.
  - Керамичке плочице.
  - Ређе стакло или издржљиве пластичне масе.
- Натпис: Готово увек садржи текст који пружа информацију о разлогу постављања плоче (нпр. име личности, опис догађаја, датуми). Натпис може бити урезан, изливен у рељефу или нанет другом техником.
- Ликовни елементи: Поред текста, спомен-плоча може садржати и рељефне приказе (нпр. портрет личности, грб, симболе, сцене), орнаменте или друге декоративне елементе.
- Постављање: Најчешће се причвршћује на фасаду зграде (нпр. на месту рођења, боравка или рада значајне личности), на зид унутар објекта, на постоље, стену или други одговарајући носач.

## Историјски развој
Обичај постављања плоча са натписима ради обележавања или информисања сеже у дубоку прошлост.
- Античке цивилизације: Римљани су користили бронзане или камене табле (tabulae) за јавне натписе, законе, посвете и надгробне споменике. Грчке стеле такође су имале сличну функцију.
- Средњи век: У црквама и на јавним грађевинама постављане су камене плоче са натписима ктитора, владара или важним подацима о изградњи. Надгробне плоче су биле уобичајене.
- Од ренесансе до данас: Праска постављања спомен-плоча се шири. У XIX веку, са јачањем националне свести и интересовања за историју, постављање спомен-плоча значајним личностима и догађајима постаје веома популарно широм Европе. Систем "плавих плоча" (blue plaques) у Уједињеном Краљевству, који означава места повезана са познатим личностима, један је од најпознатијих примера ове праксе.[2]

## Врсте и намена
Спомен-плоче се могу класификовати према својој намени и садржају:
- Комеморативне плоче:
  - Посвећене значајним личностима: Обележавају место рођења, живота, рада или смрти истакнутих научника, уметника, писаца, владара, народних хероја (нпр. "На овој кући је живео/радио...").
  - Посвећене историјским догађајима: Обележавају места где су се одиграли важни догађаји (битке, устанци, оснивања институција, важни састанци).
- Информативне плоче: Пружају информације о историјату зграде, културно-историјском значају локалитета или објашњавају одређени феномен.
- Идентификационе плоче: Носе назив институције, улице или објекта, често са историјским контекстом.
- Дедикационе (посветне) плоче: Означавају ко је подигао или донирао одређени објекат или споменик.
- Надгробне плоче: Постављају се на гробове као обележје са подацима о преминулој особи.

## Материјали и израда
Избор материјала за спомен-плочу зависи од жељене трајности, естетског изгледа, места постављања и буџета. Најчешће се користе:
- Камен (мермер, гранит, пешчар): Пружа трајност и свечан изглед. Натписи и рељефи се урезују или клешу.
- Метал (бронза, месинг, нерђајући челик): Погодан за ливење рељефа и натписа, отпоран на атмосферске утицаје. Бронзане плоче су веома честе због своје племенитости и трајности.

Технике израде укључују гравирање, клесање, ливење, емајлирање (код металних плоча).

## Значај
Спомен-плоче имају вишеструк значај:
- Чување колективног памћења: Подсећају на важне личности, догађаје и вредности једне заједнице.
- Едукативна улога: Пружају доступне информације о историји и култури на местима где су се догађаји одиграли или личности живеле.
- Формирање културног идентитета: Истицањем значајних тачака из прошлости доприносе обликовању локалног и националног идентитета.
- Обележавање простора: Дају карактер и значење јавним просторима и грађевинама.
- Туристичка валоризација: Могу бити део туристичких рута и допринети културном туризму.

## Постављање и заштита спомен-плоча
Постављање спомен-плоча, посебно на јавним површинама или објектима од културног значаја, често је регулисано законским и подзаконским актима. Процедура може укључивати добијање сагласности надлежних институција (нпр. завода за заштиту споменика културе, градских комисија за споменике). Многе спомен-плоче, посебно оне старије или посвећене изузетно значајним личностима и догађајима, могу и саме имати статус споменика културе и бити под заштитом.